# Ahmet Kesim
Ahmet Kesim (* 5. Januar 1990 in Borçka) ist ein türkischer Fußballspieler.

## Karriere

### Verein
Kesim begann hier mit dem Vereinsfußball in der Jugend von İstanbul Kastamonuspor und wechselte 2001 in die Nachwuchsabteilung von Galatasaray Istanbul. Hier durchlief er mit solchen späteren Stars wie Semih Kaya und Emre Çolak die Jugendmannschaften Galatasarays. In der Saison 2010/11 spielte er mit diesen Mitspielern für die Reservemannschaft des Vereins, Galatasaray A2. Mit dieser Mannschaft gewann er die Meisterschaft der Reservemannschaftenliga, die der A2 Ligi.
Die beiden nachfolgenden Spielzeiten verbrachte er als Leihspieler bei den Viertligisten Bozüyükspor und Aydınspor 1923. Mit Letzterem beendete er die Viertligasaison 2012/13 als Meister und stieg in die TFF 2. Lig auf. Mit Saisonende verpflichtete ihn Aydınspor 1923 samt Ablöse.
Im Sommer 2014 wechselte Kesim zum Zweitligisten Osmanlıspor FK. Mit diesem Verein beendete er die Saison als Vizemeisterschaft der TFF 1. Lig und stieg damit zwei Mal in Folge in die Süper Lig auf.
Für die Saison 2015/16 wurde Kesim zusammen mit seinem Teamkollegen Caner Arıcı an den Zweitligisten Alanyaspor ausgeliehen. Mit diesem Verein beendete er die Saison 2015/16 als Play-off-Sieger und stieg damit in die Süper Lig auf. An dem zweiten Erstligaaufstieg seiner Karriere war er mit 22 Ligaspieleinsätzen beteiligt. Nach dem Aufstieg mit Alanyaspor kehrte er kurzzeitig zu Osmanlıspor FK zurück und wurde gegen Ende der Sommertransferperiode 2016 mit Büyükşehir Gaziantepspor an einen anderen Zweitligisten ausgeliehen. Nach dieser Ausleihperiode verpflichtete ihn dieser Verein, der sich im Sommer 2017 in Gazişehir Gaziantep FK umbenannte, samt Ablöse.

### Nationalmannschaft
Kesim absolvierte 2005 zwei Einsätze für die türkische U-16-Nationalmannschaft.

## Erfolge
Galatasaray A2(Rerservemannschaft)
- Meister der TFF A2 Ligi: 2010/11

Aydınspor 1923
- Meister der TFF 3. Lig und Aufstieg in die TFF 2. Lig: 2012/13

Osmanlıspor FK
- Vizemeister der TFF 1. Lig und Aufstieg in die Süper Lig: 2014/15 (ohne Ligaeinsatz)

Alanyaspor
- Play-off-Sieger der TFF 1. Lig und Aufstieg in die Süper Lig: 2015/16

Gazişehir Gaziantep FK
- Play-off-Sieger der TFF 1. Lig und Aufstieg in die Süper Lig: 2018/19